# Quellungsreaktion
Die Quellungsreaktion ist eine biochemische Methode zur Identifikation der Glykokalyx von Streptococcus pneumoniae, Klebsiella pneumoniae, Neisseria meningitidis, Haemophilus influenzae, Escherichia coli und Salmonella mit Hilfe von Antikörpern. Die Quellungsreaktion basiert auf dem gleichen Prinzip wie die Gruber-Widal-Reaktion.

## Eigenschaften
Durch die Bindung der Antikörper an bakterielle Antigene der Zellwand erscheint die Bakterienkapsel (Glykokalyx) unter einem Lichtmikroskop getrübt und vergrößert. Die Vergrößerung der Bakterienkapsel wurde bei der Erstbeschreibung durch Fred Neufeld im Jahr 1902 ursprünglich als Quellung bezeichnet, obwohl es sich – wie heute bekannt ist – nicht um eine Flüssigkeitsaufnahme handelt. Als Antikörper-enthaltende Lösungen wurden ursprünglich Immunseren verwendet. 
Durch die Quellungsreaktion können 93 Serotypen von Streptococcus pneumoniae unterschieden werden, jedoch werden zunehmend PCR-basierte Nachweisverfahren verwendet.